# Mladen Cesarec
Mladen Cesarec (Zagreb, 14. rujna 1946. – Zagreb, 29. travnja 2000.), bio je hrvatski televizijski redatelj.

## Životopis
Rođen 1946. godine. Zaposlenik Televizije Zagreb od 1970. godine. Od 1978. godine režira emisije na toj postaji. Režirao je glazbene emisije. Režirao je emisije tradicijske, klasične, zabavne i jazz glazbe (Glazbena očaravanja, Crno-bijelo u boji, Azra, Praznik za žice, Kruženje, Lijepom našom, Vrijeme za jazz, Festival kajkavske popevke, Melodije hrvatskog Jadrana, Zlatne žice Slavonije, Zagrebački festival, Chanson fest, Eurosong). Također je režirao mnoštvo glazbenih spotova. Glasoviti inovator u videorežiji, posebice glazbenih spotova.

## Vanjske poveznice
- Billiongraves  Arhivirana inačica izvorne stranice od 21. kolovoza 2017. (Wayback Machine) Mladen Cesarec